# Sophia (Radio France)
Sophia est une banque de programmes éditée par Radio France, conçue le 1er avril 1996. Elle est destinée à alimenter des radios indépendantes, associatives, commerciales et webradios, avec un programme d'informations et de chroniques.
Elle cesse ses émissions le 26 juin 2020.

## Historique
La banque de programme Sophia est créée en à peine 3 mois en janvier 1996 (d'abord sous la forme d'un projet) sur demande des pouvoirs publics lorsque la division World Service de la BBC arrête sa banque de programme BBC Infos, composée de musique et d'informations, destinée aux radios locales privées et associatives en France.
En 2015, la direction générale de Radio France propose aux animateurs et chroniqueurs de vendre la banque de programmes au Groupe SOS pour 1 euro symbolique. Mais les syndicats de Radio France, le Conseil supérieur de l'audiovisuel (France), de nombreux sénateurs et le Syndicat national des radios libres s'y opposent. À la suite du conflit, six animateurs et chroniqueurs sont évincés de l'antenne en juin 2016.
En juin 2020, Sibyle Veil met fin à la banque de programme de Radio France, laissant le quasi-monopole de cette activité à l'agence de presse audio A2PRL.

### Identité visuelle (logotype)

Logo de 1996 à 2001
Logo de 2001 à septembre 2005
Logo de septembre 2005 à novembre 2011
Logo de novembre 2011 à 2017
Logo de 2017 à 2020

## Programmes
Chaque chaîne cliente est libre de reprendre les éléments qu'elle désire diffuser sur son antenne. Le programme Sophia n'est jamais identifié en tant que tel.

### Flashs d'information
Les flashs d'information sont assurés par la rédaction de FIP.
- du lundi au vendredi : chaque heure de 6 h à 20 h, soit 15 flashs quotidiens
- le week-end : chaque heure de 7 h à 20 h ;

### Journaux
Les journaux sont assurés par les rédactions de France Culture et France Musique.
- du lundi au dimanche : à 7 h 35, 12 h 35 et 18 h 35 ;

### Chroniques
- Sophia produit 50 chroniques hebdomadaires : conso, environnement, tendance, mieux-être, etc.[réf. souhaitée]

## Diffusion
Le programme Sophia était disponible via FTP.